# Вейтлинг, Вильгельм
Вильге́льм Ве́йтлинг (нем. Wilhelm Weitling; 5 октября 1808, Магдебург — 25 января 1871, Нью-Йорк) — немецкий философ-утопист, деятель раннего немецкого рабочего движения, один из теоретиков немецкого социализма (т. н. уравнительного коммунизма), при котором полное равенство (экономическое и социальное) осуществляется путём нивелирования индивидуальных потребностей и строгой регламентации жизни. Тесно касался вопроса о том, что такое справедливость. Карл Маркс считал Вейтлинга одним из своих учителей в вопросах рабочего движения. По профессии — портной.

## Биография
Родился в 1808 году в Магдебурге, входившем тогда в состав королевства Вестфалия (с 1815 года — Пруссии). Ученик портного, Вейтлинг с 1830 г. путешествовал по Германии, Австрии и Франции в качестве странствующего подмастерья. Оказавшись в Париже, он в 1836 году вступил в действовавший там «Союз отверженных» — тайную организацию немецких политических эмигрантов и странствующих ремесленников-подмастерьев — и примкнул к его радикальному крылу (которое состояло из рабочих, находившихся под влиянием утопического социализма и коммунизма). Вскоре Вейтлинг, на мировоззрение которого значительное воздействие оказали революционно-коммунистические идеи Бабёфа, стал одним из инициаторов раскола «Союза отверженных», в результате чего осенью 1836 года на основе радикального крыла Союза был образован «Союз справедливых» — первая коммунистическая организация немецких рабочих.
В 1838 году написал для «Союза справедливых» программную работу «Человечество, каково оно есть и каким оно должно быть» (русский перевод — 1906). После бланкистского восстания 12 мая 1839 года в Париже Вейтлинг вынужден был переехать в Швейцарию, где в 1841—1843 годах вёл пропаганду идей уравнительного коммунизма в объединениях ремесленников и издавал ежемесячный журнал «Der Hilferuf der deutschen Jugend». В 1842 году написал книгу «Гарантии гармонии и свободы» (русский перевод — 1962), явившуюся первым крупным произведением немецкой социалистической литературы и названную К. Марксом «блестящим литературным дебютом немецкой политической литературы».
В 1843 году был заключён в тюрьму, в 1844 году освобождён и выслан за границу. В 1845 году опубликовал очередное произведение — «Евангелие бедного грешника» (русский перевод — 1907). В 1846 году вошёл в состав Брюссельского коммунистического корреспондентского комитета, где вскоре обнаружились резкие расхождения его взглядов с воззрениями К. Маркса и Ф. Энгельса.
В конце 1846 года эмигрировал в США, вёл в Нью-Йорке пропагандистскую деятельность среди немецких эмигрантов. Во время Революции 1848—1849 гг. вернулся в Германию, с конца 1849 года — снова в Нью-Йорке. Получил девять патентов за изобретения по усовершенствованию швейных машин.
Для его взглядов характерно признание необходимости революционного пути для установления коммунистического строя, однако коммунистическую революцию рассматривал как стихийный процесс, в котором главная роль принадлежит деклассированным элементам.
Вейтлинг оказал значительное влияние на К. Маркса и Ф. Энгельса, рассматривавших деятельность Вейтлинга как проявление первого самостоятельного теоретического движения немецкого пролетариата.

## Труды
- Die Menschheit. Wie Sie ist und wie sie sein sollte (1838—1839)
- Garantien der Harmonie und Freiheit (1842)
- Das Evangelium eines armen Sünders auch Das Evangelium der armen Sünder (1845)
- Ein Nothruf an die Männer der Arbeit und der Sorge, Brief an die Landsleute (1847)
- Вильгельм Вейтлинг. Гарантии гармонии и свободы. Человечество, как оно есть и каким оно должно было бы быть / Перевод с нем. В. В. и М. М. Альтман, с комментариями В. В. Альтмана. Вступ. статья В. П. Волгина. — М.-Л.: Изд-во АН СССР, 1962.

## Идеи
- Победу новым идеям и общественным порядкам приносили только войны и революции… Христос говорил, что принёс нам не мир, но меч.[источник не указан 1646 дней]